# کارول بلامی
کارول بلامی (Carol Bellamy) (متولد ۱۴ ژانویه ۱۹۴۲)، مدیر اجرایی غیرانتفاعی و سیاستمدار پیشین اهل ایالات متحده است. وی رئیس هیئت مدیره صندوق مشارکت اجتماعی و مقاومت جهانی (GCERF) می‌باشد. پیش از آن، وی به عنوان مدیر ارشد سپاه صلح، رئیس اجرائی صندوق کودکان سازمان ملل متحد (یونیسف) و رئیس و مدیر ارشد سازمان آموزش جهانی (World Learning) خدمت می‌کرد. وی همچنین رئیس یک سازمان دادخواهی حقوق کودکان، ECPAT اینترنشنال است، سازمانی که در راستای خاتمه بخشیدن به سوءاستفاده جنسی از کودکان کار می‌کند. پس از سه دوره خدمت در مجلس سنای ایالت نیویورک، وی نخستین زن در تاریخ نیویورک بود که به یک مقام در سطح ایالات، رئیس شورای شهر نیویورک، انتخاب گردیده و تا اینکه در ۱۹۸۵ میلادی به عنوان شهردار نیویورک انتخاب گردید، در آن سمت خدمت کرد؛ تنها یک نفر پس از وی در سمت رئیس شورای شهر نیویورک خدمت کرد.

## اوایل زندگی و تحصیلات
بلامی در ۱۹۴۲ میلادی در پلینفیلد، نیوجرسی بدنیا آمد، در اسکاتچ پلینز بزرگ شد و در ۱۹۵۹ میلادی از مدرسه اسکاپ پلینز-فانوود فارغ شد. وی در کالج گتیسبرگ آموزش دید، در آنجا عضو باشگاه زنانه دلتا گاما شد و در ۱۹۶۳ میلادی از این کالج فارغ‌التحصیل گردید. وی مدرک جی‌دی (دکترای حرفه‌ای) خود را در ۱۹۶۸ میلادی از مدرسه حقوق دانشگاه نیویورک کسب نموده و از ۱۹۶۳ تا ۱۹۶۵ میلادی به عنوان داوطلب سپاه صلح در گواتمالا خدمت کرد.

## حرفه تجاری
بلامی از ۱۹۹۰ تا ۱۹۹۳ میلادی به عنوان مدیر عامل اجرایی شرکت بر استرنز، از ۱۹۸۶ تا ۱۹۹۰ میلادی به عنوان رئیس مورگان استنلی و از ۱۹۶۸ تا ۱۹۷۱ میلادی به عنوان مسئول بنگاه حقوقی واقع در نیویورک بنام کاروات، سوین و مور خدمت کرد. در ۱۹۶۸ میلادی، وی یکی از موضوعات فیلمی بنام یکِ صبح (که بعدتر بنام یکِ بعد از ظهر توسط دی.ای. پنی‌بیکر اکران شد) از ژان-لوک گدار بود، فیلمی که طی آن وی فلسفه خود برای استفاده از رویکرد تجاری را برای نائل شدن به تغییر اجتماعی تشریح نمود. سخنرانی وی بعداً از سوی ریپ تورن، با پوشیدن لباس نظامی جنگ داخلی آمریکا، در مقابل مدرسه متوسطه بروکلین مورد انتقاد قرار گرفت.

## حرفه سیاسی
مجلس سنای نیویورک
بلامی از ۱۹۷۳ تا ۱۹۷۷ میلادی عضو مجلس سنای نیویورک بوده و در جلسات ۱۸۰ام، ۱۸۱ام و ۱۸۲ام قانون‌گذاران ایالتی نیویورک شرکت کرد.

### شورای شهر نیویورک
وی یک پیکار انتخاباتی بسیار دشوار برای رسیدن به ریاست شورای شهر نیویورک در ۱۹۷۷ میلادی برگزار کرد. با وجود اینکه رقبای وی صدها هزار دلار در کارزار انتخاباتی خود خرج کردند، اما بلی تنها با ۹۰٬۰۰۰ دلار به کارزار پرداخت و علی‌رغم اینکه وی در اوایل در میان مردم چندان شناخته شده نبود، اما توانست در انتخابات مقدماتی دموکرات‌ها با کسب ۲۵٪ رأی در رده دوم قرار گیرد؛ وی از متصدی پال او داور که ۳۰ درصد رأی بدست آورده بود عقب بود، اما نسبت به عضو شورای شهر کارتر بوردن، عضو مجلس لئونارد استاوسکی و توسعه‌گر ابی هرسچفلد پیشتاز بود. بخاطر اینکه هیچ‌یک از نامزدان قادر به دریافت ۴۰٪ آرا نشده بودند، بلامی و او داور دوباره یک هفته بعد در دور دوم انتخابات مقدماتی باهم مقابل شدند و بلامی این انتخابات را با کسب ۵۸٪ آرا به راحتی برنده شد. در انتخابات سراسری در ماه نوامبر، وی نامزد جمهوری‌خواه، عضو مجلس جان اسپوسیتو، را با حاشیه ۵ در مقابل ۱ به آسانی مغلوب نمود و به نخستین زنی مبدل شد که در یک سمت عمومی در نیویورک انتخاب می‌گردد. وی تا زمانی که در ۱۹۸۵ میلادی به عنوان شهردار نیویورک انتخاب شد، به عنوان رئیس این شورا خدمت کرد.

### سایر سمت‌ها
بلامی عضو اداره حمل و نقل کلان‌شهری بود تا اینکه وی در ۱۹۸۵ میلادی به درخواست فرماندار ماریو کومو از عضویت خود در این اداره استعفا داد. در ۱۹۸۲ میلادی، وی تصمیم گرفت تا در انتخابات فرمانداری نیویورک شرکت نماید. وی در ۱۹۹۰ میلادی در انتخابات سرحسابدار ایالتی نیویورک نامزد شد، اما ناموفق بود. وی از ۲۰۰۵ تا ۲۰۰۶ میلادی در هیئت امنای ایالت نیویورک خدمت کرد، اداره‌ای که مسئولیت نظارت از فعالیت‌های آموزشی در سطح ایالت و اداره آموزش این ایالت را بر عهده دارد.

### سپاه صلح
بلمی از ۱۹۹۳ تا ۱۹۹۵ میلادی ریاست سپاه صلح را برعهده داشت. وی که از سوی رئیس‌جمهور بیل کلینتون به این سمت گماشته شده بود، نخستین رئیسی بود که قبلاً به عنوان داوطلب در این سپاه خدمت کرده بود.

## GCERF
در ۲۰۱۴ میلادی، بلامی رئیس بنیاد غیرانتفاعی صندوق مشارکت اجتماعی و مقاومت جهانی (GCERF) بود، سازمانی که نخستین تلاش جهانی برای حمایت از فعالیت‌های در سطح محلی و اجتماعی، به هدف تقویت مقاومت در مقابل افراط‌گرایی خشونت‌آمیز بود، مثلاً از طریق اشتغال زایی و توانمندسازی زنان و نوجوانان. به عنوان یک سازمان همکاری عمومی-خصوصی که در حوزه‌های امنیت و توسعه فعالیت دارد، این صندوق با حکومت‌ها، جوامع مدنی و سکتور خصوصی در کشورهای مستفید شونده کار می‌کند تا از استراتژی‌های ملی برای رسیدگی به محرکین محلی افراط‌گرایی خشونت‌آمیز حمایت نماید.

## یونیسف
بلامی در ۱۹۹۵ میلادی از سوی دبیرکل وقت سازمان ملل متحد، پطرس غالی، به عنوان مدیر اجرایی صندوق کودکان سازمان ملل متحد (یونیسف) گماشته شد. جانشین پطرس غالی، کوفی عنان، در ۲۰۰۰ میلادی وی را برای یک دوره پنج ساله دیگر در این سمت ابقا نمود. سیاست سازمان ملل متحد تصریح می‌نماید که رؤسای این سازمان نمی‌توانند بیش از دو دوره پنج ساله خدمت نماید.
بلامی بخاطر ترک کردن اداره در یک وضعیت مالی و کنترل داخلی بسیار قوی، مورد تقدیر قرار گرفته‌است. وی منابع مالی یونیسف را از حدود ۸۰۰ میلیون دلار (۹۶۶ میلیون دلار برای دوره‌های ۲۰۰۴) در ۱۹۹۴ میلادی به بیش از ۱٫۸ میلیارد دلار در ۲۰۰۴ میلادی افزایش داد.

## سازمان‌های غیردولتی
بلامی در ۲۰۰۵ میلادی به عنوان رئیس و مدیر عامل اجرایی سازمان آموزش جهانی (World Learning) و رئیس شعبه مدرسه آموزش بین‌المللی آن گماشته شد. سازمان آموزش جهانی یک سازمان جهانی است که در ۷۵ کشور دنیا فعالیت داشته و در راستای بهبود شهروندی جهانی از طریق آموزش تجربی و اجرای برنامه‌های توسعه‌ای جامعه-محور کار می‌کند. سازمان‌های که از آموزش جهانی حمایت مالی می‌نمایند مشتمل براساس تایدز و خدمات مالی راک‌فلر است.
بلامی در ۲۵ ژوئیه ۲۰۰۷ به عنوان رئیس هیئت مدیره انجمن کار عادلانه (FLA) انتخاب گردید. انجمن کار عادلانه با ترویج استانداردهای بین‌المللی کار، در راستای منفعت کارگران دادخواهی می‌نماید. بلامی هنگام پذیرفتن این سمت گفت، «انجمن کار عادلانه از هشت سال گذشته به این سو ظرفیت خود را تقویت نموده‌است تا با شرکت‌ها، کارخانه‌ها، سازمان‌های جامعه مدنی و دیگر جوانب ذیدخل در راستای پایان بخشیدن به بهره‌کشی از کارگران و حفظ حقوق آنها کار نماید. این انجمن حالا از برنامه نظارت دقیق خود فراتر رفته و به‌طور گسترده روی شناسایی علت‌های اساسی این مشکلات و توسعه برنامه‌های تطبیقی پایدار تمرکز دارد».

## سایر
بلامی در آوریل ۲۰۰۹ به عنوان رئیس هیئت مدیران سازمان اینترنشنال باکلوریت (IB) گماشته شد. کارول بلامی از ۲۰۱۰ تا ۲۰۱۳ میلادی رئیس هیئت مدیره سازمان همکاری جهانی برای آموزش را برعهده داشت. بلامی عضو هیئت مدیره دانشگاه آمریکایی بیروت است.

## افتخارات
وی در ۱۹۸۱ میلادی از سوی بنیاد فرانسه-آمریکا به عنوان یکی از نخستین رهبران جوان انتخاب گردید.
بلامی عضو پیشین مؤسسه سیاست هاروارد در مدرسه حکومت جان اف. کندی و عضو افتخاری انجمن سرافرازان پی آلفا آلفا است. کالج بارندارد در جشن فراغت ۱۹۸۲ خود، بالاترین درجه افتخار این کالج، نشان برجستگی، را به بلامی اعطاء کرد.
بلامی در ۲۰۰۳ میلادی مدرک دکترای افتخاری انسانیات را از کالج بیتس دریافت کرد. وی در می ۲۰۰۶ به دانشگاهی که از آن فارغ‌التحصیل شده بود، مدرسه حقوق دانشگاه نیویورک، بازگشت تا خطابه‌ای در روز جشن فراغت این دانشگاه ایراد نماید.
وی برای کارهای که در یونیسف انجام داده بود، نشان خورشید فروزان کشور ژاپن را در ۲۰۰۶ میلادی دریافت نمود. دولت فرانسه با اعطای نشان لژیون دونور در ۲۰۰۹ میلادی از دستاوردهای وی تقدیر به عمل آورد.